# 读书敏求记
读书敏求记，又称述古堂藏书目录题词，是清初学者钱曾撰写的一部重要的版本目录学著作。其于每条题目后附解题，嘉庆朝以后尤其为人看重，被人拿来与《郡斋读书志》和《直斋书录解题》相提并论。该书也与钱曽族曾祖钱谦益的《绛云楼书目》有很大联系，盖因绛云楼大火后所有劫余书籍都被赠予钱曽。
本书共四卷，分经、史、子、集四目，每一目下有各分多个支目。它大约将钱曽《也是园书目》中六分之一的藏书做了解题。校讐此书的学者有吴骞、朱文藻、黄丕烈、管庭芬、汪士骧、章钰等，其中章钰的《读书敏求记校证》最为用功，三易其稿，较原书扩充了三倍之多。傅增湘称赞章校本“此本一出，旧本可废。”
此书的流传，先由朱彝尊从虞山钱氏处抄出，随后以较小程度流传于江南士人间，是为曝书亭本。吴兴赵氏于雍正四年刊刻。最早还有一手抄本被称为题词本，名称并非读书敏求记而是述古堂藏书目录题词，章钰对此无法解释，也不确定读书敏求记这一书名是否是钱曽原署。
限于作者识见，读书敏求记不乏错漏，四库总目言之甚祥。历代校书者也订补了许多与事实相违之处。作者钱曽的题解也并非完全是学术性的，其中时而会出现作者的个人感想和评论，因此被总目称为“赏鉴家”，中华书局书目题跋丛书本《读书敏求记》的整理者冯惠民将该书称为“赏鉴派目录学著作”。